# Finale wereldkampioenschap voetbal 1986

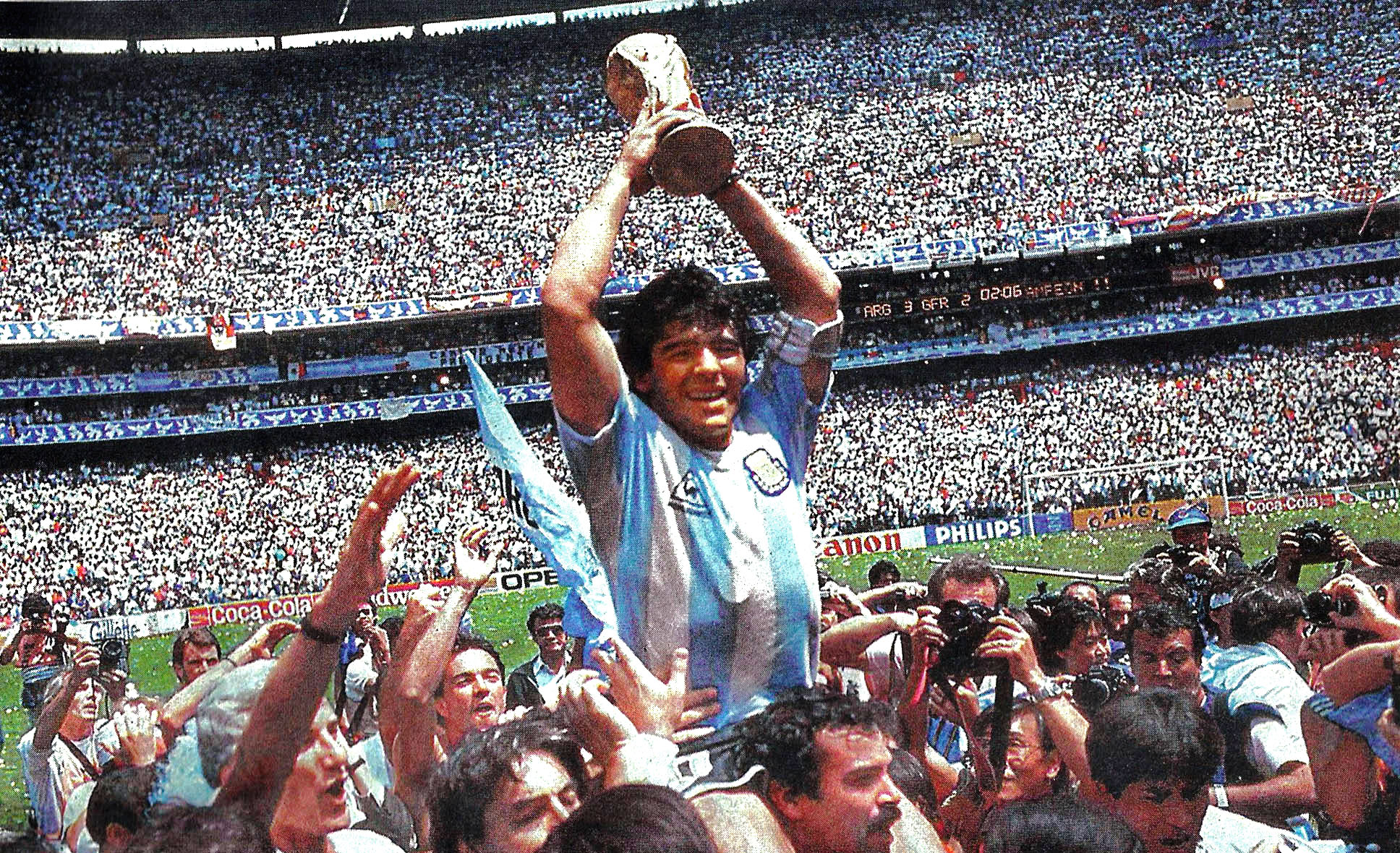
Aanvoerder Diego Maradona viert op de schouders van zijn teamgenoten de tweede wereldtitel van Argentinië.

De finale van het wereldkampioenschap voetbal 1986 was de 13e editie van de voetbalwedstrijd die gespeeld werd in het kader van het FIFA Wereldkampioenschap. De wedstrijd vond plaats op 29 juni 1986 tussen Argentinië en West-Duitsland. De finale werd gespeeld in het Aztekenstadion in Mexico City.
De finale was geen hoogstaande wedstrijd, maar was spannend vanwege het scoreverloop. In tegenstelling tot België en Engeland gebruikte West-Duitsland wel een persoonlijke bewaker om het gevaar Maradona te bestrijden, middenvelder Lothar Matthäus. Maradona speelde inderdaad veel minder dan in alle vorige wedstrijden, maar andere spelers van Argentinië konden ervan profiteren. Uit een vrije trap van Burruchaga kopte libero José Luis Brown de openingstreffer, met dank ook aan de verkeerd timende Harald Schumacher. Dankzij Schumacher haalde Duitsland de finale, maar hij speelde een ongelukkige wedstrijd. Toen Jorge Valdano volkomen vrijgelaten door de Duitse verdediging het tweede doelpunt maakte, leek de wedstrijd beslist.
Een gave van de Duitsers was het altijd terugkomen van benarde situaties. Coach Beckenbauer gooide alles op de aanval en vooral met het inbrengen van stormram Dieter Hoeneß wist de Argentijnse verdediging geen raad mee. Uit twee hoekschoppen van Andreas Brehme scoorden zowel Karl-Heinz Rummenigge als Rudi Völler. De Argentijnen konden het niet geloven, maar opeens was daar weer een "Touch of Genius" van de voor zijn doen anoniem spelende Maradona. Omsingeld door vier Duitse spelers wist hij met een leep pass'je Burruchaga te bereiken, die vrij voor Schumacher de winnende treffer produceerde.

## Route naar de finale
| Land       | Wed | W | G | V | DV | DT | Ptn |
| ---------- | --- | - | - | - | -- | -- | --- |
| Argentinië | 6   | 4 | 1 | 1 | 12 | 6  | 9   |
| Peru       | 6   | 3 | 2 | 1 | 8  | 4  | 8   |
| Colombia   | 6   | 2 | 2 | 2 | 6  | 6  | 6   |
| Venezuela  | 6   | 0 | 1 | 5 | 5  | 15 | 1   |

| Land              | Wed | W | G | V | DV | DT | Ptn |
| ----------------- | --- | - | - | - | -- | -- | --- |
| West-Duitsland    | 8   | 5 | 2 | 1 | 22 | 9  | 12  |
| Portugal          | 8   | 5 | 0 | 3 | 12 | 10 | 10  |
| Zweden            | 8   | 4 | 1 | 3 | 14 | 9  | 9   |
| Tsjecho-Slowakije | 8   | 3 | 2 | 3 | 11 | 12 | 8   |
| Malta             | 8   | 0 | 1 | 7 | 6  | 25 | 1   |

| Land       | Wed | Win | Gel | Ver | DV | DT | +/− | Pnt |
| ---------- | --- | --- | --- | --- | -- | -- | --- | --- |
| Argentinië | 3   | 2   | 1   | 0   | 6  | 2  | 4   | 5   |
| Italië     | 3   | 1   | 2   | 0   | 5  | 4  | 1   | 4   |
| Bulgarije  | 3   | 0   | 2   | 1   | 2  | 4  | -2  | 2   |
| Zuid-Korea | 3   | 0   | 1   | 2   | 4  | 7  | -3  | 1   |

| Land           | Wed | Win | Gel | Ver | DV | DT | +/− | Pnt |
| -------------- | --- | --- | --- | --- | -- | -- | --- | --- |
| Denemarken     | 3   | 3   | 0   | 0   | 9  | 1  | 8   | 6   |
| West-Duitsland | 3   | 1   | 1   | 1   | 3  | 4  | -1  | 3   |
| Uruguay        | 3   | 0   | 2   | 1   | 2  | 7  | -5  | 2   |
| Schotland      | 3   | 0   | 1   | 2   | 1  | 3  | -2  | 1   |

## Wedstrijddetails
|                                           |                                      |       |                           |                                                                                                   |
| 29 juni 1986 12:00 CST «onderlinge duels» | Argentinië                           | 3 – 2 | West-Duitsland            | Aztekenstadion, Mexico-Stad Toeschouwers: 114.600 Scheidsrechter: Romualdo Arppi Filho (Brazilië) |
| 29 juni 1986 12:00 CST «onderlinge duels» | Brown 23' Valdano 55' Burruchaga 85' |       | 74' Rummenigge 80' Völler | Aztekenstadion, Mexico-Stad Toeschouwers: 114.600 Scheidsrechter: Romualdo Arppi Filho (Brazilië) |

| Argentinië | West-Duitsland |

| Argentinië:    |    |                     |     |
|                |    |                     |     |
| GK             | 18 | Nery Pumpido        | 85' |
| RB             | 9  | José Cuciuffo       |     |
| CB             | 5  | José Luis Brown     |     |
| LB             | 19 | Oscar Ruggeri       |     |
| DM             | 2  | Sergio Batista      |     |
| RM             | 14 | Ricardo Giusti      |     |
| CM             | 7  | Jorge Burruchaga    | 90' |
| CM             | 12 | Héctor Enrique      | 81' |
| LM             | 16 | Julio Olarticoechea | 77' |
| AM             | 10 | Diego Maradona      | 17' |
| CF             | 11 | Jorge Valdano       |     |
| Wisselspelers: |    |                     |     |
| DF             | 21 | Marcelo Trobbiani   | 90' |
| Coach:         |    |                     |     |
| Carlos Bilardo |    |                     |     |

| West-Duitsland:   |    |                       |     |
|                   |    |                       |     |
| GK                | 1  | Harald Schumacher     |     |
| RB                | 14 | Thomas Berthold       |     |
| CB                | 4  | Karlheinz Förster     |     |
| CB                | 17 | Ditmar Jakobs         |     |
| CB                | 2  | Hans-Peter Briegel    | 62' |
| LB                | 3  | Andreas Brehme        |     |
| CM                | 6  | Norbert Eder          |     |
| CM                | 8  | Lothar Matthäus       | 21' |
| AM                | 10 | Felix Magath          | 62' |
| CF                | 11 | Karl-Heinz Rummenigge |     |
| CF                | 19 | Klaus Allofs          | 45' |
| Wisselspelers:    |    |                       |     |
| FW                | 14 | Rudi Völler           | 45' |
| FW                | 20 | Dieter Hoeneß         | 62' |
| Coach:            |    |                       |     |
| Franz Beckenbauer |    |                       |     |

AUF · A-internationals · Selecties · Bondscoaches · Argentijns vrouwenelftal · Olympisch elftal · Argentinië U21 · Argentinië U20 · Argentinië U19 · Argentinië U18 · Argentinië U17
1900 – 1909 ·
1910 – 1919 ·
1920 – 1929 ·
1930 – 1939 ·
1940 – 1949 ·
1950 – 1959 ·
1960 – 1969 ·
1970 – 1979 ·
1980 – 1989 ·
1990 – 1999 ·
2000 – 2009 ·
2010 – 2019 ·
2020 − 2029
WK 1930 · 
WK 1934 · 
WK 1958 · 
WK 1962 · 
WK 1966 · 
WK 1974 · 
WK 1978 · 
WK 1982 · 
WK 1986 · 
WK 1990 · 
WK 1994 · 
WK 1998 · 
WK 2002 · 
WK 2006 · 
WK 2010 · 
WK 2014 · 
WK 2018 ·
WK 2022
OS 1928 · 
OS 1988 · 
OS 1996 · 
OS 2004 · 
OS 2008 · 
OS 2016 · 
OS 2020
1902 · 
1903 · 
1904 · 
1905 · 
1906 · 
1907 · 
1908 · 
1909 ·
1910 · 
1911 · 
1912 · 
1913 · 
1914 · 
1915 · 
1916 · 
1917 · 
1918 · 
1919 ·
1920 · 
1921 · 
1922 · 
1923 · 
1924 · 
1925 · 
1926 · 
1927 · 
1928 · 
1929 ·
1930 · 
1931 · 
1932 · 
1933 · 
1934 · 
1935 · 
1936 · 
1937 · 
1938 · 
1939 ·
1940 · 
1941 · 
1942 · 
1943 · 
1944 · 
1945 · 
1946 · 
1947 · 
1948 · 1949 · 
1950 · 
1951 · 
1952 · 
1953 · 
1954 · 
1955 · 
1956 · 
1957 · 
1958 · 
1959 ·
1960 · 
1961 · 
1962 · 
1963 · 
1964 · 
1965 · 
1966 · 
1967 · 
1968 · 
1969 ·
1970 · 
1971 · 
1972 · 
1973 · 
1974 · 
1975 · 
1976 · 
1977 · 
1978 · 
1979 ·
1980 · 
1981 · 
1982 · 
1983 · 
1984 · 
1985 · 
1986 · 
1987 · 
1988 · 
1989 ·
1990 ·
1991 · 
1992 · 
1993 · 
1994 · 
1995 · 
1996 · 
1997 · 
1998 · 
1999 · 
2000 · 
2001 · 
2002 · 
2003 · 
2004 · 
2005 · 
2006 · 
2007 · 
2008 · 
2009 · 
2010 · 
2011 · 
2012 · 
2013 · 
2014 ·
2015 ·
2016 ·
2017 ·
2018 ·
2019 ·
2020 ·
2021 ·
2022 ·
2023
Albanië ·
Algerije ·
Angola ·
Australië ·
België ·
Bolivia ·
Bosnië en Herzegovina · 
Brazilië ·
Bulgarije ·
Canada ·
Chili ·
China ·
Colombia ·
Costa Rica · 
Curaçao ·
Denemarken ·
DDR ·
Duitsland ·
Ecuador ·
Egypte ·
El Salvador ·
Engeland ·
Estland ·
Frankrijk ·
Ghana ·
Griekenland ·
Guatemala ·
Haïti ·
Honduras ·
Hongarije ·
Hongkong ·
Ierland ·
IJsland ·
India ·
Indonesië ·
Irak ·
Iran ·
Israël ·
Italië ·
Ivoorkust ·
Jamaica ·
Japan ·
Joegoslavië ·
Kameroen ·
Kroatië ·
Libië ·
Litouwen · 
Marokko ·
Mexico ·
Nederland ·
Nicaragua ·
Nigeria ·
Noord-Ierland ·
Noorwegen ·
Oostenrijk ·
Panama ·
Paraguay ·
Peru ·
Polen ·
Portugal · 
Qatar ·
Roemenië ·
Rusland · 
Saoedi-Arabië · 
Schotland ·
Servië en Montenegro ·
Singapore ·
Slovenië ·
Slowakije ·
Sovjet-Unie ·
Spanje ·
Trinidad en Tobago ·
Tsjecho-Slowakije ·
Tunesië ·
Uruguay ·
Venezuela ·
Verenigde Arabische Emiraten ·
Verenigde Staten ·
Wales ·
Wit-Rusland · 
Zuid-Afrika ·
Zuid-Korea ·
Zweden ·
Zwitserland
Australië (2022) ·
België (2014) ·
Bosnië en Herzegovina (2014) ·
Brazilië (1982) ·
Brazilië (2005) ·
Denemarken (1995) ·
Duitsland (2006) ·
Duitsland (2014) ·
Frankrijk (2018) ·
Frankrijk (2022) ·
IJsland (2018) ·
Iran (2014) ·
Italië (1982) ·
Ivoorkust (2006) ·
Kroatië (2018) ·
Kroatië (2022) ·
Mexico (2006) ·
Nederland (1978) ·
Nederland (2006) ·
Nederland (2014) ·
Nederland (2022) ·
Nigeria (2010) ·
Nigeria (2014) ·
Nigeria (2018) ·
Saoedi-Arabië (1992) ·
Saoedi-Arabië (2022) · 
Servië en Montenegro (2006) ·
West-Duitsland (1986) · West-Duitsland (1990) ·
Zwitserland (2014)
DFB · A-internationals · Bondscoaches · Duits vrouwenelftal · Olympisch elftal · Duitsland U21 · Duitsland U20 · Duitsland U19 · Duitsland U18 · Duitsland U17 · Duitsland U16 · Vrouwen U17
1905 – 1919 · 
1920 – 1929 · 
1930 – 1939 · 
1940 – 1949 · 
1950 – 1959 · 
1960 – 1969 · 
1970 – 1979 · 
1980 – 1989 · 
1990 – 1999 · 
2000 – 2009 · 
2010 – 2019 · 
2020 – 2029
EK's: 1972 · 
1976 · 
1980 · 
1984 · 
1988 · 
1992 · 
1996 · 
2000 · 
2004 · 
2008 · 
2012 · 
2016 · 
2020 · 
2024
CC: 1999 · 
2005 · 
2017
WK's: 1934 ·
1938 · 
1954 · 
1958 · 
1962 · 
1966 · 
1970 · 
1974 · 
1978 · 
1982 · 
1986 · 
1990 · 
1994 · 
1998 · 
2002 · 
2006 · 
2010 · 
2014 · 
2018 · 
2022
OS: 1912 ·
1928 ·
1936 ·
2016 ·
2020
Albanië ·
Algerije ·
Argentinië ·
Armenië ·
Australië ·
Azerbeidzjan ·
België ·
Bohemen en Moravië ·
Bolivia ·
Bosnië en Herzegovina ·
Brazilië ·
Bulgarije ·
Canada ·
Chili ·
China ·
Colombia ·
Costa Rica ·
Cyprus ·
DDR ·
Denemarken ·
Ecuador ·
Egypte ·
Engeland ·
Estland ·
Faeröer ·
Finland ·
Frankrijk ·
Georgië ·
Ghana ·
Gibraltar ·
GOS ·
Griekenland ·
Hongarije ·
Ierland ·
IJsland ·
Iran ·
Israël ·
Italië ·
Ivoorkust ·
Japan ·
Joegoslavië ·
Kameroen ·
Kazachstan ·
Koeweit ·
Kroatië ·
Letland ·
Liechtenstein ·
Litouwen ·
Luxemburg ·
Malta ·
Marokko ·
Mexico ·
Moldavië ·
Nederland ·
Nieuw-Zeeland ·
Nigeria ·
Noord-Ierland ·
Noord-Macedonië ·
Noorwegen ·
Oekraïne ·
Oman ·
Oostenrijk ·
Paraguay ·
Peru ·
Polen ·
Portugal ·
Roemenië ·
Rusland ·
Saarland ·
San Marino ·
Saoedi-Arabië ·
Schotland ·
Servië ·
Servië en Montenegro · 
Slovenië ·
Slowakije ·
Sovjet-Unie ·
Spanje ·
Thailand ·
Tsjechië ·
Tsjecho-Slowakije ·
Tunesië ·
Turkije ·
Uruguay ·
Verenigde Arabische Emiraten ·
Verenigde Staten ·
Wales ·
Wit-Rusland ·
Zuid-Afrika ·
Zuid-Korea ·
Zweden ·
Zwitserland
Algerije (1982) · 
Algerije (2014) · 
Argentinië (1986) ·
Argentinië (1990) ·
Argentinië (2006) ·
Argentinië (2014) · 
Australië (2010) ·
België (1980) · 
Brazilië (2002) ·
Brazilië (2014) · 
Chili (1982) ·
Costa Rica (2006) ·
Denemarken (1992) ·
Denemarken (2012) · 
Ecuador (2006) ·
Engeland (1966) ·
Engeland (1982) ·
Engeland (2010) ·
Engeland (2021) ·
Frankrijk (2014) · 
Frankrijk (2021) · 
Ghana (2014) ·
Griekenland (2012) · 
Hongarije (1954, 2) ·
Hongarije (2021) ·
Italië (1982) ·
Italië (2006) ·
Italië (2012) · 
Japan (2022) · 
Kroatië (2008) ·
Mexico (2018) ·
Nederland (1974) ·
Nederland (2012) ·
Oekraïne (2016) ·
Oostenrijk (1982) ·
Oostenrijk (2008) ·
Polen (2006) ·
Polen (2008) ·
Polen (2016) ·
Portugal (2006) ·
Portugal (2008) ·
Portugal (2012) ·
Portugal (2014) ·
Portugal (2021) ·
Servië (2010) ·
Sovjet-Unie (1972) · 
Spanje (1982) ·
Spanje (2008) ·
Spanje (2022) ·
Tsjechië (1996, 2) · 
Tsjecho-Slowakije (1976) ·
Turkije (2008) ·
Verenigde Staten (2014) ·
Zuid-Korea (2018) ·
Zweden (2006)